# Blackbolbus goldingorum
Blackbolbus goldingorum is een keversoort uit de familie cognackevers (Bolboceratidae). De wetenschappelijke naam van de soort werd in 1993 gepubliceerd door Henry Fuller Howden.